# خودکارسازی سامانه قدرت

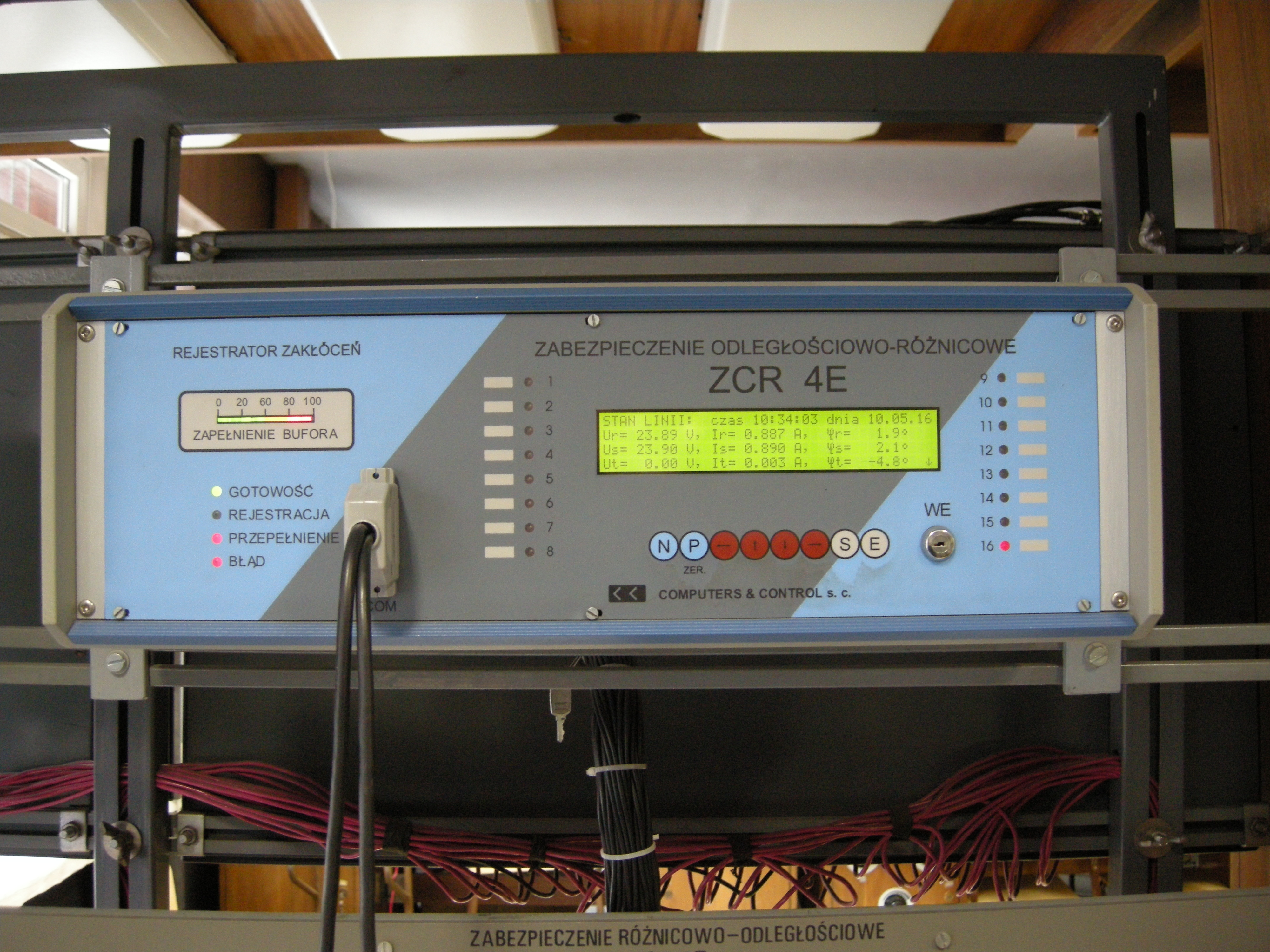
نمایی از یک سیستم برق فشار قوی

خودکارسازی سامانه قدرت (به انگلیسی: Power-system automation) به فرایند کنترل سیستم‌های برق فشار قوی با استفاده از ابزار و تجهیزات خودکارسازی گفته می‌شود. سیستم‌های اتوماسیون آخرین دگرگونی است که در حفاظت و کنترل پست‌های فشار قوی پدید آمده‌است. هرچند بیش از دو دهه از پیدایش سیستم‌های اتوماسیون پست‌های فشار قوی نمی‌گذرد این دانشوری هر روز با شتاب فراوانی در حال دگرگونی و پیشرفت بوده‌است. بیشتر تمرکز این بخش بر روی شناخت سیستم‌های اتوماسیون و روشنگری دربارهٔ تفاوت پست‌های سیستم اتوماسیون با پست‌های ساده است. دستاوردهای افزوده سیستم اتوماسیون (نسبت پست‌های معمول) وامدار بهره‌گیری از شبکه‌های کامپیوتری و نرم‌افزارهای وابسته است. افزون بر آن، پیاده‌سازی پست‌ها به صورت اتوماسیون، مایه کاهش زمان هزینه انجام و بهره‌برداری پست می‌شود. داده گردانی دیگر دستاورد سیستم‌های اتوماسیون است که توانایی بهره‌برداری از آن در پست‌ها معمول نیست. با بهره‌گیری از یک سیستم اتوماسیون همه رخدادها و شمارگان اندازه‌گیری شده پست با برچسب زمان، به صورت نرم‌افزاری در یک پایگاه داده انباشته می‌شوند و در هر زمان که نیاز باشد، دسترسی پذیر می‌باشند. توانایی افزایش دستیابی و قابلیت اطمینان، از دیگر دست‌آوردهای پیاده‌سازی پست‌ها، به صورت اتوماسیون است. سنجش سیستم‌های اتوماسیون نسل‌های پیش با سیستم‌های اتوماسیون کنونی نشان از دگرگونی فراوانی است که در سیستم‌های اتوماسیون پدید آمده‌است.

## پیشینه
سیستم‌های اتوماسیون جهشی را در زمینه کنترل، حفاظت و اندازه‌گیری پست‌های فشار قوی دربرداشته‌اند. به سخن دیگر این سیستم‌ها به جهت پیشرفت دانشوری دچار دگرگونی شده‌اند و از شکل یک سیستم سنتی و سیمی و آنالوگ به سیستم‌های نوین و هوشمند و دیجیتال تبدیل شده‌اند. فرستمان اطلاعات بدست یک کابل فیبر نوری به جای چندین کابل بسیار کلفت و پر رشته برای فرستمان سیگنال‌ها به اتاق کنترل، دگرگونی است که تا چندین سال بهره‌گیری از آن بهره برداران و کارفرمایان به این موضوع با شک و گمان نگاه می‌کردند. در این بخش یافتاری که برای نخستین بار در سیستم‌های اتوماسیون مطرح شده‌است بیان شود.
در حالیکه بیش از دو دهه از بکارگیری سیستم‌های اتوماسیون در پست‌های فشار قوی نمی‌گذرد و این فناوری همچنان با سرعت زیادی در حال تغییر و پیشرفت است. این تغییرات در دهه اخیر بسیار سریع تر بوده‌است و سیستم‌های اتوماسیون پست‌های فشار قوی هر روز به جایگاه واقعی خود که کنترل وحفاظت سیستم‌های قدرت است نزدیکتر می‌شوند.
پست‌های فشار قوی به عنوان گره‌هایی در شبکه‌های قدرت بوده و یکی از مهم‌ترین و کلیدی‌ترین نقاط در امنیت سیستم قدرت می‌باشند؛ و به همین دلیل کنترل و حفاظت آن‌ها از اهمیت زیادی حتی نسبت به صنایع کلان مانند نیروگاه و پتروشیمی برخوردار است. کنترل و حفاظت در پست‌های فشار قوی از بدو امر تاکنون تغییرات زیادی داشته‌اند؛ ولی تاریخچه این دو کاملاً با یکدیگر متفاوت است.
سیستم‌های حفاظتی در پنجاه سال اخیر دارای تغییرات رو به رشد بوده و پیشرفت‌های زیادی داشته‌اند. در گذشته، اکثر رله‌های حفاظتی به صورت الکترو مکانیکی بوده‌اند که در صورت کم یا زیاد شدن جریان، ولتاژ یا دیگر مقادیر، میدان‌های مغناطیسی خاصی تولید شده و نهایتاً رله عمل می‌نماید. با پیشرفت فناوری الکترونیک رله‌های الکترونیکی یا استاتیکی ظاهر شدند که عملکرد آن‌ها بر اساس خروجی مدارهای آنالوگ بود. با پیشرفت فناوری دیجیتال و ظهور رله‌های میکرو پروسسوری تحولی عظیم در نحوه حفاظت‌ها صورت گرفته‌است. به عنوان مثال حفاظت پیچیده‌ای مانند حفاظت دیستانس که در گذشته نسبتاً حجیم و پر هزینه بود، در حال حاضر به سادگی و در قالب منطق‌های نرم‌افزاری و با استفاده از میکرو پروسسورهای سبک و کوچک طراحی شده و عمل می‌کند. این سیستم‌ها علاوه بر سادگی دارای دقت بالاتری نیزمی باشد. در حال حاضر محدوده زون‌های حفاظتی یک رله دیستانس توسط نرم‌افزار مشخص می‌شود و اطلاعات مربوطه در تنظیم رله اعمال می‌شود
.
به همین علت رله‌های نسل جدید همگی به حافظه داخلی و پایانه مخابراتی مجهز شده‌اند و تمام تنظیمات در قالب یک فایل توسط نرم‌افزارهای پیشرفته طراحی شده و توسط کابل ارتباطی از طریق رایانه به رله‌ها اعمال می‌شوند. این کار توسط کابل‌های سریال و با پروتکل Mod-Bus صورت می‌گیرد. بدین صورت که تنظیمات و پیکره بندی رله‌ها از طریق یک رایانه قابل حمل و برقراری ارتباط مستقیم و مجزا با هر رله از طریق یک کابل سریال که معمولاً از نوع RS-232 است تحقق می‌یابد
البته تعدد رله‌ها در هر پست و نیاز به هماهنگی بین آن‌ها باعث می‌گردد تا کار تنظیم دوره‌ای رله‌ها، هر چند که ساده‌تر از رله‌های الکترونیکی و الکترومکانیکی باشد، کار سخت و زمانبری باشد. با پیشرفت تکنولوژی شبکه‌های کامپیوتری، طراحان به فکر استفاده از این شبکه‌ها برای انتقال اطلاعات مربوط به تنظیمات و پیکره بندی افتادند؛ لذا به جای برقراری ارتباط مستقیم با هر رله از طریق یک کامپیوتر مرکزی مستقیماً به همه رله‌ها دسترسی داشته، تنظیمات را انجام داد. در این حالت نیاز به قطع و وصل مداوم کابل Rs-232 از یک رله به رله دیگر نمی‌باشد. هرچند که عملکرد حفاظت کاملاً مشابه رله‌های نسل قبل باقی‌ماند.
تاریخچه تبدیل کنترل‌های سنتی به کنترل‌های اتوماسیون با سیستم‌های حفاظت کاملاً متفاوت است. کنترل در پست‌های معمول توسط تابلوهایی که به تابلوهای میمیک موسوم هستند صورت می‌گیرد. میمیک‌ها در واقع تک خطی پست را بر روی تابلوها رسم می‌کنند که به جای کلیدها و سکسیونرها از دیسکریپنسی یا ترکیب سمافور و کلید فشاری استفاده می‌شود. وضعیت باز وبسته کلیدهای فشار قوی و سکسیونرها توسط دو کنتاکت اصلی به المان‌های میمیک گزارش می‌شود. با توجه به اینکه در پست‌های معمولی تمام تابلوهای حفاظت و کنترل در اتاق کنترل قرار دارد فاصله بین تجهیزات فشارقوی تا اتاق کنترل بسیار زیاد است. در پست‌های ۴۰۰ کیلو ولت این فاصله به‌طور متوسط حتی به ۴۵۰ متر نیز می‌رسد. ظهور کنترل‌کننده‌های صنعتی در بحث پست سبب شد تا میمیک‌های نسل قبل جای خود را به این المان‌ها بدهند. بدین معنی که کلیدها و سکسیونرها وضعیت‌های خود را به ورودی‌های دیجیتال این کنترل‌کننده‌ها می‌دهند و میمیک نقشه تک خطی بر روی صفحه نمایش رسم می‌شود.

### سیستم‌های کنترل توزیع شده
پست‌هایی که مجهز به سامانه خودکار باشند پست‌های DCS یا سیستم با کنترل پخش شده نامیده می‌شوند. این نامگذاری نشان دهنده این است که کنترل پخش شده برجسته‌ترین و نخستین ویژگی پست‌های با سامانه خودکار است. برای اینکه حجم کابل‌های پست که بخش فراوانی از هزینه سراسری پست را می‌برگیرد کاهش یابد، ایده نشاندن کنترل‌کننده‌ها در جایگاه و در نزدیکی کالاهای فشار قوی بازگفته شده‌است. در این برنامه دانستار از سوی یک شبکه رایانه‌ای به فرمانسرا برده می‌شود. این ایده افزون بر کاهش هزینه ساخت پست فشار قوی، نگرانی برخاسته از تأثیر واداشتی) القایی) الکترومغناطیسی بر روی کابل‌های دراز دارای سیگنال‌های فرهی (الکتریکی) که در پست‌های ساده هستند را نیز بر طرف می‌نماید که از برای نبود تأثیر امواج الکترومغناطیسی بر روی کابل‌های از نوع بافت نوری که سیگنال‌های نوری را می‌برد است. برای کاهش حجم کابل کشی پست، کالاهای کنترلی، حفاظتی و اندازه‌گیری در اتاق‌هایی نزدیک کالاها می‌باشند که به نام اتاق‌های BCR نامیده می‌شوند. همه دانستارهایی که در کالاهای درون هر اتاق BCR انباشته می‌شود، از راه بافت‌های نوری به فرمانسرا فرستاده می‌شود و در رایانه‌های Server انباشته و پردازش می‌شود و در HMIها نمایش داده می‌شود. در زمینه پخش تغذیه نیز سیستم‌های DCS تأثیر سپنتای (مثبت) برجای گذاشته‌اند. در هر اتاق BCR یک تابلوی پخش AC و یک تابلوی پخش DC نشانده می‌شود که به دست یک یا چند کابل ورودی تغذیه شده و پس از چند شاخه شدن در تابلو برای همه نیازهای درون اتاق BCR بخش می‌شود؛ لذا در سیستم‌های DCS افزون بر کاهش درازا کابل‌های اندازه‌گیری گردش و ولتاژ (چونکه اتاق BCR به کالاها فشار قوی نزدیک شده‌اند) و زدایش کابل‌های سیگنال و اندازه‌گیری، به دلیل بهره‌گیری از بافت نوری به جای کابل مسی، حجم کابل‌های پخش نیز کاهش یافته و با یک کابل بنیادی جایگزین شده‌است. برای نمونه، در سیستم‌های غیر پخش شده برای تغذیه هرچرخاک (موتور) وابسته به کلیدهای پست یک کابل جداگانه کشیده می‌شود ولی در سیستم‌های پخش شده همه کابل تغذیه چرخاک‌ها با یک کابل فراهم می‌شود و با پرداختن به دمدمی بودن بار چرخاک و ضریب همزمانی پایین، اندازه کابل نیز خیلی بزرگ نمی‌شود..

## سطح‌های سیستم‌های اتوماسیون
سیستم‌های اتوماسیون عموماً به سه لایه بخشبندی می‌شوند. این بخش‌بندی بر پایه محل فیزیکی جای گرفتن المان‌ها است. در اینجا لایه‌های گوناگون فشرده وار شناسانده شده‌اند.

### سطح پست
سطح پست، یا Station Level تجهیزاتی که در این سطح جای گرفته‌اند، در فرمانسرا (اتاق کنترل) سوار می‌شوند. سرورها، HMIها، GPS, Gateway و رهیاب از المان‌های این لایه می‌باشند. برپایه استاندارد همه کارکردهای بنیادی پست مانند سیستم‌های کنترل، حفاظت، اندازه‌گیری به ناچار باید نابسته از لایه پست باشند. این لایه در واقع جایگزین تابلوهای کنترل، ER, FR و اسکادا که در پست‌های معمولی در فرمانسرا می‌بوده‌است.

### سطح بی
سطح بی، یا Bay Level تجهیزات این سطح در اتاق‌های BCR مستقر هستند و مهم‌ترین سطح یک سیستم اتوماسیون است. طبق استاندارد با از دست رفتن کل سطح پست این سطح بایستی بتواند به‌طور کامل تمام وظایف از جمله کنترل، پایش، حفاظت و اندازه‌گیری را انجام دهد؛ لذا تمام منطق‌های کنترل و اینترلاک لزوماً باید در این سطح و در داخل BCUها ساخته شود و تمام تجهیزات حفاظتی نیز در همین سطح قرار دارند.

### سطح تجهیزات
سطح تجهیزات یا Process Level این سطح در نزدیکترین فاصله با تجهیزات فشار قوی قرار دارد و وظیفه انتقال اطلاعات از تجهیزات اندازه‌گیری فشار قوی و ارسال فرمان باز و بست به کلیدها را دارد. بر خلاف دو سطح دیگر این سطح تاکنون در پست‌های اتوماسیون پیاده‌سازی نشده‌است و کاملاً مشابه با پست‌های معمولی است. به عبارت دیگر ارتباط سطح Bay Level و تجهیزات فشار قوی به صورت مسی است. با پیدایش استاندارد IEC-61850 پیاده‌سازی این سطح یک درجه به واقعیت نزدیکتر شده‌است که در آن صورت تجهیزات فشار قوی بایستی مجهز به ورودی و خروجی‌های میکرو پروسسوری باشند تا بتوانند با تجهیزات سطح Bay ارتباط دیجیتالی برقرار نمایند.

## دست‌آوردها
پیدایش سیستم‌های اتوماسیون دست‌آوردهای زیادی را در جنبه‌های مختلف به همراه داشته‌است.

### دست‌آوردهای فنی
قابلیت‌های فنی سیستم‌های اتوماسیون ایده‌هایی هستند که قبل از ظهور سیستم‌های اتوماسیون پیاده‌سازی آن‌ها کاملاً غیرممکن بود. دست‌آوردهای فنی سیستم اتوماسیون (در مقایسه با پست‌های معمولی) مربوط به بهره‌گیری از شبکه‌های کامپیوتری و نرم‌افزارهای مربوطه است که بعضی از آن‌ها به شرح زیر می‌باشند:
امکان ارتباط با دور دست
در پست‌های معمول امکان ارتباط با شبکه بالادست تنها از طریق دیسپاچینگ و از طریق ارتباط PLC فراهم است. در حالی که شبکه‌های کامپیوتری را که دارای پروتکل TCP/IP هستند به سادگی و به کمک Router می‌توان به شبکه جهانی اینترنت متصل نمود.
امکان پیاده‌سازی منطق‌های نرم‌افزاری
در پست‌های معمولی منطق‌های کنترلی به کمک رله کمکی ساخته می‌شد، که علاوه بر هزینه بربودن، طول عمرشان نیز محدود و وابسته به تعداد عملکرد آن‌ها است. تأخیرها، حجم زیاد کابل کشی بین تابلوها و شلوغی تابلوها، نیاز به تابلوی پشتیبان برای تکثیر وضعیت‌ها در سیستم‌های متداول، دیگر در سیستم‌های اتوماسیون وجود ندارد.
امکان پیاده‌سازی حالت انتظار در سطح پست
حالت انتظار به معنای جلوگیری از امکان فرمان دهی از دو نقطه به صورت هم‌زمان که می‌تواند منجر به اتفاقات خطرناکی در شبکه شود، است و سیستم تا زمانی که عمل اول به پایان برسد در حالت انتظار قرار می‌گیرد. تاکنون چنین امکانی در سطح پست وجود نداشته‌است. در سیستم‌های اتوماسیون این عمل به سادگی و با روش‌های نرم‌افزاری قابل پیاده‌سازی است.
نمایش دینامیک سیستم
در پست‌های معمولی نمایش برقدار یا بی برق بودن باسبارها، خط‌ها و ترانسفورماتور غیرممکن است و اپراتور با توجه به وضعیت کلیدها و ولت‌مترها و آمپرمترها، بی برق یا برقدار و زمین بودن هر قسمت را بایستی استنباط نمایند؛ ولی سیستم‌های اتوماسیون به‌طور هوشمند و با کمک مقادیر جریان و ولتاژ و وضعیت کلیدها برق دار، بی برق، زمین بودن یا جریان دار بودن المان‌ها را با رنگ‌های مختلف نمایش می‌دهد.

### دست‌آوردهای اقتصادی
اتوماسیون پست‌ها به صورت باعث کاهش زمان لازم و هزینه اجرا و بهره‌برداری پست می‌شود که در زیر به برخی از آن‌ها اشاره می‌شود.
کاهش هزینه کابل
نزدیک به %۱۰ کل هزینه پست مربوط به هزینه کابل آن است. با توجه به اینکه در سیستم‌های اتوماسیون، حجم کابل‌های حفاظت و کنترل و کابل‌های توزیع بسیار کاهش می‌یابد و کابل‌های باز و بست نیز بسیار کوتاه و نازک‌تر می‌شوند، لذا حجم کابل مورد نیاز به میزان %۳۰ کاهش یافته و باعث %۳ کاهش در هزینه نسبت به طرح‌های معمول می‌شود. این درصد کاهش هزینه قابل ملاحظه است.
کاهش تعداد تابلو و تجهیزات جانبی
علاوه بر کابل‌های بین تابلوها، پست‌های معمولی درگیرمشکلی به عنوان تعدد و شلوغی بیش از حد تابلوها است. تمام وضعیت‌ها توسط رله مکثر تکثیر می‌شود لذا در کنار تابلو کنترل اصلی ناچار به قرار دادن تابلویی که دربرگیرنده سیم‌های داخل تابلو و رله‌های کمکی است که به آن تابلو Follower گفته می‌شود؛ ولی در سیستم‌های اتوماسیون تمام وضعیت‌ها به صورت نرم‌افزاری تکثیر می‌شوند و منطق در داخل رله ساخته می‌شود و دیگر نیازی به تابلوهای Follower نیست. همچنین تابلوهای اسکادا، ثبت حوادث و خطا همگی در داخل HMI متمرکز شده‌اند.
کاهش ابعاد ساختمانی پست
کاهش تعداد تابلوها و انتقال تابلوهای کنترل و حفاظت به اتاق‌های BCR، باعث کاهش قابل توجه ابعاد اتاق کنترل می‌گردد. این کاهش ابعاد هم باعث کاهش هزینه و هم منجر به کوتاه شدن زمان عملیات ساختمانی پست می‌شود.
کاهش هزینه تعمیر و نگهداری
به دلیل استهلاک کمتر تجهیزات دیجیتالی، طول عمر آن‌ها به‌طور قابل ملاحظه‌ای از تجهیزات الکترومکانیکی بیشتر است؛ لذا با حذف رله‌های مکثر که دارای کنتاکت و بوبین هستند و جایگزینی آن‌ها با منطق‌های نرم‌افزاری، به طرز چشمگیری متوسط رویداد خطا در سیستم کاهش می‌یابد.
کاهش زمان و هزینه کلی احداث پست
تمامی دلایل ذکر شده در بالا از یک سو باعث کاهش زمان کل احداث پست می‌گردد و از طرف دیگر باعث کاهش هزینه کل احداث پست می‌گردد.

### مدیریت اطلاعات
در پست‌های معمولی بسیاری از اطلاعات از قبیل مقادیر توان، انرژی، تعداد باز و بست‌ها و غیره یا ثبت نمی‌شود یا اگر ثبت می‌شود به صورت دستی و توسط اپراتور انجام می‌گیرد که ممکن است کامل نبوده یا دارای خطای انسانی باشد.
تمام رخ دادها و مقادیر اندازه‌گیری شده پست با درج زمان به صورت نرم‌افزاری در بانک اطلاعاتی نرم‌افزار به‌طور اتوماتیک ذخیره می‌شود. این ذخیره‌سازی مدیریت اطلاعات را به همراه دارد که امکان پیاده‌سازی آن‌ها در پست‌های معمول وجود ندارد. بعضی از موارد به شرح زیر می‌باشند:
امکان بازیابی اطلاعات
یعنی تمام اطلاعات از جمله رویدادها، منحنی خطاها، نمودارهای توان، ولتاژ و غیره، در سیستم اتوماسیون به ترتیب زمان ذخیره می‌شود و تمام اطلاعات قابل بازیابی و دسترسی می‌باشند.
امکان جستجو و فیلتر نمودن
سیستم‌های اتوماسیون همانند تمام نرم‌افزارها، قابلیت جستجو و فیلتر کردن اطالاعات را با توجه به مشخصات مورد نیاز دربردارند؛ که در دست یابی سریع وصحیح به اطلاعات بسیار مفید است.
امکان ارسال اطلاعات
با توجه به اینکه تمام اطلاعات به صورت فایل هستند، امکان ارسال فایل‌های خروجی از طریق اینترنت یا ایمیل فراهم است.
خروجی مربوط به تعمیرات
یکی از قابلیت‌هایی که به سبب مدیریت اطلاعات حاصل می‌شود، امکان تولید خروجی‌هایی است که به خروجی تعمیرات موسوم است. درا ین خروجی تعداد باز یا بسته شدن هر کلید را می‌توان از بانک اطلاعاتی استخراج کرد و در سر رسید زمان معین آلارم مربوط به زمان بازدید دوره‌ای را فعال نمود.

### امکان افزایش دست یابش
در پست‌های معمول تنها از طریق تابلوهای میمیک کنترل امکان ارسال فرمان پذیر است. این درحالی است که در پست‌های اتوماسیون نقاط دسترسی متفاوتی در سطوح دسترسی مختلف وجود دارد. به عنوان مثال از Bay Level کنترل‌کننده بی یا از Station Level از دو یا چند HMI یا با اتصال Lap Top به صورت اضطراری هنگامی که شبکه قطع باشد. با اضافه کردن نقاط دستیابی، دست یابش سیستم نیز افزایش می‌یابد؛ که این مورد در پست‌های معمول امکان‌پذیر نیست.

### امکان افزایش قابلیت اعتماد
کنترل از طریق سیستم‌های معمولی صرفاً به صورت تکی است و امکان اجرای مسیرهای تکرار در بسیاری از موارد وجود ندارد. این در حالی است که در سیستم‌های اتوماسیون اجرا هرگونه تکرار به سادگی امکان‌پذیر است. قرار دادن دو سرور و اتصال دوگانه تجهیزات را می‌توان در رابطه با افزایش قابلیت اطمینان مثال زد.

## نسل قبل سیستم‌های اتوماسیون
سیستم‌های اتوماسیون طی سال‌های اخیر پیشرفت‌های زیادی کرده‌اند و از هیچ جهتی با تکنولوژی نسل قبل خود که به کمتر از پنج سال پیش مربوط می‌گردد، قابل مقایسه نمی‌باشند.
به عنوان نمونه سیستم اتوماسیون با مدل‌های SAS 500 و SAS 600 که مربوط به سازنده ABB است را به صورت زیر می‌توان با یکدیگر مقایسه کرد
| مقایسه دو سیستم از شرکت ABB | ABB 500   | ABB ۶۰۰   |
| تکنولوژی                    | ۲۰۰۷–۲۰۰۹ | ۲۰۰۳–۲۰۰۶ |
| سرعت (Mbps)                 | ۱۰۰       | ۱٫۲۵      |
| پروتکل                      | LON       | TCP/IP    |
| مخابرات Peer 2 Peer         | نه        | بله       |
| پشتیبانی IEC-61850          | نه        | بله       |

## وظایف
سیستم‌های اتوماسیون وظایف زیادی را به موازات یکدیگر انجام می‌دهند که می‌توان بعضی از این وظایف را به شرح زیر نوشت.

### کنترل و پایش
مهمترین وظیفه سیستم اتوماسیون کنترل و پایش تجهیزات فشارقوی (کلید، سکسیونر، ترانسفورمرو…) و تجهیزات فشارضعیف (رله‌ها، کنترل‌کننده‌ها و…) است. کنترل و پایش شامل موارد زیر است:
الف: پایش وضعیت تمام کلیدها ی فشار قوی، سکسیونرهای خط و زمین، بی برق یا برقدار یا زمین بودن خطوط و باسبارها، نمایش جریان‌ها و ولتاژهای خطوط، باسبارها و تمام نقاط پست.
ب: پایش و نمایش وقوع هر گونه خطا و عملکرد رله‌های حفاظتی و همچنین کلیدهای حفاظتی فشار قوی با دقت میلی ثانیه.
ج: پایش تمام تجهیزات مربوط به اتوماسیون شامل سوییچ‌ها، سرورها و کنترل‌کننده‌ها و رله‌ها
د: پایش وضعیت باتری‌های پست
ه: پایش وضعیت اتاق‌های BCR شامل باز یا بسته بودن درب، دمای اتاق و سایر اطلاعات لازم
و: پایش وضعیت خروجی‌های سیستم تغذیه پست شامل LVAC و LVDC مبنی بر عملکرد حفاظت‌های فیدرها
ز: کنترل تمام کلیدهای فشار قوی، ارسال فرمان و اجرای صحیح منطق کنترل
ح: کنترل اتوماتیک سیستم‌های تغذیه پست شامل LVAC و 110 VDC و 48 VDC و تغذیه اینورتر

### حفاظت
کاربردی که سیستم اتوماسیون پست را نسبت به سیستم‌های اتوماسیون دیگر صنایع متمایز می‌کند، کاربرد حفاظتی سیستم اتوماسیون است. البته ذکر این نکته در ابتدای امر ضروری است که تاکنون هیچ استفاده حفاظتی از سیستم‌های اتوماسیون نشده‌است و سیستم حفاظت پست کاملاً مجزا از سیستم اتوماسیون پیاده‌سازی شده‌است. بدین ترتیب که اندازه جریان و ولتاژ توسط کابل‌های مسی به رله گزارش می‌شود و همچنین فرمان‌های باز و بسته شدن کلیدها از طریق کابل‌های مسی به کلیدها ارسال می‌گردد. علت این امر نگرانی از عدم عملکرد صحیح و سریع و با قابلیت اطمینان کافی سیستم اتوماسیون است. سیستم‌های اتوماسیون تقریباً ناشناخته هستند و رفتار آن‌ها تابع اتفاقات احتمالی است. ترافیک شبکه و در دسترس بودن یا نبودن المان‌ها از عواملی هستند که عملکرد سیستم اتوماسیون را تحت تأثیر قرار می‌دهد. امور زیر را می‌توان به عنوان وظیفه سیستم حفاظت در نظر گرفت:

#### جریان و ولتاژ
با گزارش اندازه جریان و ولتاژ به یکی از گره‌های شبکه، تمام رله‌های حفاظتی و کنترل‌کننده‌ها می‌توانند از این مقادیر استفاده کنند. در حالی که در حال حاضر برای تک تک رله‌های حفاظتی اندازه جریان به‌طور مستقیم گزارش می‌شود که با احتساب اندازه‌هایی که به تجهیزات اندازه‌گیری گزارش می‌شود، ترانسفورمرهای جریانی دارای چهار الی شش سیم پیچ تبدیل جریان می‌باشند. درصورتی‌که در صورت استفاده از قابلیت‌های سیستم اتوماسیون با گزارش یک مقدار به شبکه تعداد سیم پیچ‌های ترانسفورمر جریان به یک یا دو سیم پیچ کاهش خواهد یافت
مزایای جانبی دیگری از جمله عدم نیاز به بررسی هماهنگی مشخصات ترانسفورمر جریانی و رله نیز حاصل می‌گردد. البته این موضوع نیاز به مجهز نمودن تجهیزات اندازه‌گیری فشار قوی به تجهیزات شبکه دارد که در حال حاضر یا آینده نزدیک، برای کاربرد آن نمی‌توان تصوری داشت

#### فرمان قطع و وصل
در حال حاضر فرمان‌های قطع و وصل توسط دو مسیر مستقل از کابل‌های قطور (با سطح مقطع ۶ یا ۱۰) صورت می‌گیرد. با توجه به تعدد کلیدها و سکسیونرهای پست وزیاد بودن فاصله بین تجهیزات فشار قوی و اتاق BCR، کابل‌های Trip/close حجم زیادی از کابل‌های پست را تشکیل می‌دهند. همانند تجهیزات اندازه‌گیری، این موضوع نیاز به مجهز نمودن کلیدهای فشارقوی به تجهیزات شبکه دارد که در حال حاضر یا دست کم در آینده نزدیک این کار عملی به نظر نمی‌رسد
.

### گفتگو بین رله‌ها
در کاربردهای فراوانی نیاز به این است تا دو رله حفاظتی با یکدیگر گفتگو داشته باشند. به وارون دو حالت پیش این کاربرد خیلی باور نکردنی نمی‌باشد، زیرا هم‌اکنون همه رله‌ها توانایی شبکه شدن را دارند و با این شبکه هم‌اکنون توانایی پیوند مستقیم و گفتگو رله‌ها با یکدیگر بودن دارد. اما علت اینکه این امر تاکنون انجام نشده‌است این است که هنوزبه سامانه خودکار اعتماد لازم وجود ندارد تا وظایف حفاظتی را پذیرا شود. برخی از این کاربردها را به عنوان نمونه می‌توان به‌گونه زیر نام برد
.
الف- حفاظتCBF St.1: همه حفاظت‌های متصل به یک بی پس از فرستاده فرمان باز شدن کلید، بی‌درنگ حفاظت CBF را برای رفتار به‌گونه Re-trip روشن می‌سازند. زمان مورد نیاز برای رفتار CBF Stage 1 برابر ۲۰ میلی ثانیه‌است. با شمردن زمان مورد نیاز برای تصمیم‌گیری رله، زمان از دست رفته در درون شبکه دست بالا ۵ میلی ثانیه می‌تواند باشد.
ب- هماهنگی بین حفاظت‌های Distance SUB.I و Auto Recloser: این دو رله پیوند تنگاتنگی با یکدیگر دارند، بگونه‌ای که ورودی‌های رله «بازبست خودکار» با رفتار حفاظت دیستانس فعال می‌شود و پس از رفتار رله بازبست خودکار گزارش وابسته را به رله دیستانس می‌فرستد. هم‌اکنون این پیوندها با سیم مسی استوار می‌گردد. اما با بهره‌گیری از توانایی‌های سامانه خودکار می‌توان این داد و ستد سیگنال را بدون سیم‌کشی و از روش شبکه پدید آمده انجام داد. زیرا همانگونه که گفته شد در سامانه خودکار همه رله‌ها به سیستم وصل بوده و رفتار خود را به یکدیگر و سرورگزارش می‌نمایند.
ج- حفاظت:CBF St.2 پس از گذشت ۱۰۰ میلی‌ثانیه از فرستادن فرمان قطع CBF St.1، اگر هنوز گزند به جا بود رله CBF فرمان قطع را برای همه کلیدهای پیرامون آن می‌فرستد. هم‌اکنون این فرستادن همگی ازروش کابل مسی است. این در حالی است که به کمک سیستم‌های اتوماسیون می‌توان فرمان قطع رله CBF را برای همه رله‌های فیدرهای کنار که با توجه به گستردگی پست به‌گونه میانگین۱۰ فیدر است، به‌گونه Carrier Aided Trip از روش شبکه سیستم‌های اتوماسیون فرستاد.
این روش مایه کاسته شدن همه کابل کشی وابسته به حفاظت CBF St.2 می‌گردد. افزون بر آن، این فرمان را بدون هیچگونه هزینه‌ای می‌توان به چندین رله فرستادن نمود تا مایه افزایش قابلیت اطمینان گردد.

### اندازه‌گیری
وظیفه دیگر سیستم اتوماسیون، انتقال اطلاعات مربوط به مقادیر اندازه‌گیری شده به سطح پست است. با توجه به تجدید ساختار شدن سیستم‌های انرژی الکتریکی و لزوم دقت و قابلیت اطمینان ارسال اطلاعات، اتصال تجهیزات اندازه‌گیری نیز به این سیستم بسیار مهم است. همان‌طور که مشخص است برای ارسال صحیح اطلاعات باید اطلاعات از تمام تجهیزات اندازه‌گیری‌کننده به مبدل Serial Switch ارسال شود تا اطلاعات شبکه سریال به شبکه TCP/IPمنتقل شود. همچنین اطلاعات، با توجه به توپولوژی شبکه، توسط سوییچ‌ها به سرور منتقل شده و HMIها مقادیر اندازه‌گیری شده را نمایش می‌دهند.

### ارتباط با اسکادا
در پست‌های معمولی تمام اطلاعات پست شامل وضعیت کلیدها و تجهیزات بایستی با قابلیت اطمینان بالا و سرعت مناسب به اسکادا ارسال شود. اطلاعات حفاظت و کنترلی و همچنین اندازه‌گیری از تجهیزات به سرور ارسال شده و از آن به‌طور مستقیم برای Gateway ارسال می‌گردد. در این وظیفه، صحت و اتصال HMIها لزومی ندارد

### ارتباط با شبکه بالادست
شبکه داخلی سیستم اتوماسیون Ethernet LAN است؛ و برای اتصال به شبکه WAN و دنیای اینترنت نیاز به تجهیزات خاصی است. ارتباط با شبکه بالا دست توسط دو مسیر مجزا و با استفاده ازExternal Modem و Router صورت می‌گیرد
. کارایی‌های زیادی را می‌توان با ارتباط با شبکه جهانی اینترنت تصور نمود. امکان برقراری ارتباط و تعمیرات از راه دور و نیز ارتباط با پست‌های مجاور از امکانات دیگر ارتباط با شبکه بالا دست است.

## هماهنگی تجهیزات
مهمترین مشخصه سیستم اتوماسیون پست‌های فشار قوی در مقایسه با اتوماسیون دیگر صنایع که از جهت ابعاد بسیار بزرگتر از آن است، نیاز به دقت بسیار بالای زمان رویداد حوادث است؛ لذا لازم است تمام تجهیزات حفاظتی دارای زمان مشابه و سنکرون باشند. تمام تجهیزات به کمک GPS که به سوییچ‌ها متصل است سنکرون می‌شوند

### ارتباط با رله AVR
مهمترین جز در پست‌های فشارقوی، ترانسفورمر است که کنترل و پایش آن از اهمیت بالایی برخوردار است؛ لذا در اختیار بودن رله AVR و مکانیزم کنترل Tap-Changer و پایش دمای روغن و سیم پیچ‌های ترانسفورمر از طریق HMI بسیار مهم است. به دلیل عدم امکان اتصال رله‌های AVR به سیستم اتوماسیون، این رله‌ها از طریق BCUها وضعیت‌ها را برای نمایش در HMI یا ارسال به SCADA ارسال می‌نمایند
.

### وظایف دیگر
سیستم اتوماسیون وظایف دیگری نیز دارد که بعضی از این وظایف عبارتند از چاپ، ارسال و بازیابی مقادیر تنظیم و پیکره بندی رله‌ها و نیز برقراری منطق کنترل بینBayهای مختلف.

## طرح‌های متداول
اولین مشخصه‌ای که سیستم‌های اتوماسیون را از یکدیگر متمایز می‌کند، هم‌بندی تجهیزات است. در این بخش به معرفی مهم‌ترین طرح‌هایی که برای ارتباط بین تجهیزات استفاده می‌شود پرداخته می‌شود.

### اتصال ستاره دوگانه
در این طرح ستون اصلی شبکه را ارتباط سوییچ‌هایی که به صورت سری بسته شده‌اند تشکیل می‌دهد و تجهیزات به صورت ستاره به سوییچ‌ها متصل شده‌اند، تشکیل می‌دهند. برای افزایش قابلیت اطمینان مسیر دیگری هم مشابه مسیر اول در نظر گرفته شده‌است. این طرح هنگامی مناسب است که تجهیزات حفاظتی و کنترلی دارای دو پورت ارتباطی باشند و بتوان آن‌ها را به دو سوییچ متصل کرد. در صورت بروز اشکال در هر مسیر، مسیر دیگر ارتباط بین تجهیزات را برقرار می‌سازد.

### طرح حلقه سطح بی
در این طرح سطح‌های Bay و Station در دو شبکه LAN جداگانه قرار دارند. نقطه اتصال این دو شبکه Serverها می‌باشند و هر سطح داده مورد نیاز خود را از سرور دریافت می‌کنند. تنها مزیت این طرح جدا بودن دو شبکه و کاهش ترافیک است.

### طرح اتصال حلقه کامل
در این طرح تجهیزات سطح بی و پست در یک یا دو حلقه کامل قرار می‌گیرند. این توپولوژی هنگامی به کار می‌رود که ارتباط تجهیزات به سیستم تنها از یک مسیر برقرار گردد.

## محدودیت‌های سیستم اتوماسیون
سیستم‌های اتوماسیون، علی‌رغم تمام قابلیت‌های فنی که دارند، نتوانسته‌اند برتری‌ها و توانایی‌های خود را نشان دهند. این روند تا جایی پیش رفته‌است که بسیاری از پست‌های جدید و بزرگ به صورت معمولی اجرا می‌شوند یا به عنوان مثال هنوز، ذخیره و یادداشت اطلاعات از پست‌ها برای ارائه به بازار برق به همان روش سنتی انجام می‌شود. دلایل فنی و غیر فنی زیادی را برای این چالش‌ها می‌توان ذکر کرد که بعضی از آن‌ها به شرح زیر است.

### ناشناخته بودن سیستم
مهمترین مشکل در زمینه سیستم‌های اتوماسیون ناشناخته بودن سیستم است. این سیستم‌ها تکنولوژی‌های نوظهوری در صنعت پست‌های فشار قوی می‌باشند که تاکنون مطالعات زیادی در زمینه آن‌ها نشده‌است. بهره برداران، طراحان و سایر کسانی که تاکنون در حال طراحی پست‌ها به صورت معمول بوده‌اند، با سیستم‌هایی مواجه شده‌اند که هیچگونه شناختی از آن‌ها ندارند. صحت عملکرد سیستم، قابلیت اطمینان و تأخیر از جمله مواردی هستند که در مورد این سیستم‌ها کاملاً ناشناخته‌است. هنوز هیچ مطالعه جامعی در مورد کارایی این سیستم‌ها صورت نگرفته‌است.

### وابستگی به سازنده
یکی از مهم‌ترین مشکلات سیستم اتوماسیون انحصاری بودن تکنولوژی به چند شرکت انگشت شمار است. همین انحصاری بودن مشکلات زیادی را برای پیاده‌سازی آن سبب شده‌است. فروش تجهیزات معمولاً همراه با انتقال تکنولوژی نیست. برخلاف سیستم‌های معمول که شرکت‌های داخلی زیادی در ساخت تجهیزات آن‌ها نقش داشته‌اند، کشور ما در زمینه سیستم‌های اتوماسیون چه از نظر قطعات، نرم‌افزار و طراحی مهندسی کاملاً وابسته به‌شمار می‌رود. سیستم‌هایی که بفروش می‌رسند معمولاً به صورت بسته کامل می‌باشند. یعنی سیستم‌های پیاده‌سازی شده معمولاً دارای طرح‌های ثابتی هستند که معمولاً امکان توسعه در آینده در آن‌ها دیده نشده‌است یا در بردارنده هزینه زیادی می‌باشند. مشکل هنگامی بروز می‌نماید که سیستم نیاز به تغییر داشته باشد که در این صورت علاوه بر هزینه‌های گزافی که فرایند به همراه دارد نیاز به حضور نماینده فنی شرکت مربوطه نیز است.

### مهندسی و طراحی
در سالیان اخیر براستی شرکت‌های زیادی برای دریافت گواهی نامه از شرکت‌های خارجی و انجام امور مهندسی بسیار کوشیده‌اند تا خودکفایی کشور در گستره مهندسی نصب و اجرای تجهیزات را به ارمغان آورند؛ ولی ناکافی بودن اطلاعات در رابطه با سیستم مورد نظر از یک طرف و کمبود اطلاعات علمی در مورد شبکه‌های کامپیوتری و مخابرات و سیستم‌های نرم‌افزاری از طرف دیگر، ضعف در طراحی‌هایی که در این زمینه صورت گرفته را به ارمغان آورده‌است. آنچه مسلم است تجربه سالیان دراز شرکت‌های طراح در زمینه طراحی پست‌های معمولی را نمی‌توان با تجربه یک یا دو ساله مهندسین داخلی در سیستم‌های اتوماسیون مقایسه کرد.

### اشتباه در طراحی
دلایل فراوانی هست که مایه آن می‌شود تا احتمال لغزش در برنامه‌ریزی سیستم‌های اتوماسیون بیشتر شود. در اینجا سنجشی در این زمینه آورده می‌شود. در سیستم‌های معمول همه برنامه‌ریزی‌ها در چهارچوب سیم، کابل و کنتاکت است. همه چرخه (مدار)های برنامه‌ریزی شده از سوی شرکت طراح چندین بار از سوی مشاور، کارفرما، مهندسان سوارکننده و دیگران بررسی می‌شود. آزمون‌های فراوانی در چهارچوب تابلو، چرخه و غیره می‌تواند رفتار هر چرخه (مدار) را بررسی نماید. توانایی انجام آزمون با داشتن کالاهای ساده‌ای مانند ولت‌متر انجام پذیر هست. این گفتار دربارهٔ سیستم‌های اتوماسیون دقیقاً در نوک روبرو جای دارد. همه چرخه‌ها در چهارچوب برنامه‌ریزی‌های نرم‌افزاری انجام می‌شود. هنوز هیچ هماهنگی بین طراح و مشاور برای بررسی و پذیرش نگاشته‌ها نیست. بین نگاشه‌های پایه تا تحویل کالاها، زنجیره گمشده‌ای هست که همان نگاشته‌های Detailed است. در این سیستم به جای مدارهای الکتریکی از مدارهای فرزانی (منطقی) به کار گرفته می‌شود که بررسی آن‌ها بسیار دشوارتر از مدارهای فرهی است. زیرا هیچ نگاشته نوشته شده‌ای بین طراح و مشاور دادو ستد نمی‌گردد و مدارک طراح از سوی هیچ گروه دیگر بازبینی دوباره نمی‌شود. پیآمد، اینکه برنامه‌ریزی که برای سیستم‌های اتوماسیون انجام گرفته‌است میانگین وار دارای لغزیدگی‌های بیشتری است.

### اپراتورها
سالیان سال پست‌ها به صورت معمولی بهره‌برداری می‌شده‌است. اپراتورهای زیادی در این زمینه آموزش دیده‌اند و تجربیات زیادی در نحوه بهره‌برداری معمولی بدست آمده‌است. حذف تمام تابلوهای کنترل که روی آن‌ها میمیک رسم شده و تک خطی کل پست را نمایش داده می‌شد و جایگزینی آن با یک صفحه نمایش برای کاربر نامأنوس است. استفاده از کامپیوتر نیاز به آموزش و تخصص دارد که استفاده از اپراتورهایی آشنا به امر را نیاز دارد. کاربرد نابجا از رایانه‌ها سبب آسیب دیدگی سیستم عامل یا کاهش کارایی آن می‌شود. لازم است ذکر شود که گزارش‌های زیادی مبنی بر استفاده نابجا از کامپیوترهای اپراتوری در دست است.

### مشکلات نرم‌افزارها
نرم‌افزارها نقش بسیار مهم و اساسی در سیستم‌های اتوماسیون به عهده دارند. به همین دلیل هرگونه اختلال در نرم‌افزارها مشکلات زیادی را برای کل سیستم به وجود می‌آورد. نسخه اصل بودن نرم‌افزارها مشکلی است که هزینه زیادی را دربردارد. هرگونه خرابی نرم‌افزارها زمان زیادی برای تعمیر به همراه دارد. در حالی که مشکل در مورد تجهیزات سخت‌افزاری را می‌توان با المان ذخیره برطرف کرد. متاْسفانه گزارش‌های کاربران پست نشان دهنده آسیب‌پذیر بودن نرم‌افزارهای سیستم اتوماسیون است؛ که این امر به شدت از کارایی سیستم اتوماسیون می‌کاهد.

### ناهماهنگی سیستم‌ها
یکی از اهداف اولیه در سیستم‌های اتوماسیون یکپارچه‌سازی انتقال اطلاعات در سطوح پست بوده‌است؛ ولی متأسفانه سیستم‌های اتوماسیون در نیل به این هدف کاملاً شکست خورده‌اند. در حال حاضر سیستم‌های اتوماسیون کاملاً وابسته به محصولات یک شرکت می‌باشند. یعنی پروتکل تبادل اطلاعات تنها برای محصولات همان شرکت قابل فهم است. ابعاد مشکل به وجود آمده بسیار وسیع و همه‌جانبه است. برای بعضی از محصولات نیاز به مبدل‌های پروتکل است. برای بعضی از محصولات نیاز به مبدل محیط (مثلاً فیبر نوری به سیم مسی یا برعکس) است. در بعضی حالات به هیچ روشی نمی‌توان دو سیستم را به هم متصل کرد؛ ولی آنچه مسلم است این مبدل‌ها علاوه بر هزینه‌ای که به همراه دارند باعث تأخیر در سیستم و از دست رفتن اطلاعات اولیه می‌شود. این مشکل زمانی به شدت ظهور می‌کند که یک پست اتوماسیون نیاز به توسعه داشته باشد. پیشرفت تکنولوژی سبب می‌گردد که نسل سیستم به کار رفته در طرح اولیه در زمان توسعه کاملاً منسوخ شده باشد. سیستم دومی که برای توسعه استفاده می‌شود حتی اگر دو طرح از یک سازنده باشند، کاملاً با سیستم اولیه ناسازگار است.